# Championnats d'Europe de natation en petit bassin 2001
Navigation
Édition 2000 Édition 2002
Les 9es Championnats d'Europe de natation en petit bassin, organisés par la LEN, se sont tenus à Anvers (Belgique), du 13 au 16 décembre 2001.
La piscine olympique du Wezenberg à Anvers est le cadre des 38 épreuves de ces Championnats.
Le record de participation pour cette compétition a été battu avec 35 nations représentées et 370 nageurs engagés.
| Records battus : Records du monde - Records d'Europe Le tableau des médailles Nage libre : 50 m - 100 m - 200 m - 400 m - 800 m - 1 500 m Dos : 50 m - 100 m - 200 m Brasse : 50 m - 100 m - 200 m Papillon : 50 m - 100 m - 200 m Quatre nages : 100 m - 200 m - 400 m Relais : 4 × 50 m nage libre - 4 × 50 m 4 nages |

## Records battus

### Records du monde
- 50 m brasse femmes ( min 30 s 56'), égalé par Emma Igelström
- 100 m papillon hommes, battu par Thomas Rupprath qui le porte à 50 s 26
- 4 × 50 m quatre nages hommes, battu par le relais allemand qui le porte à 1 min 34 s 78

### Records d'Europe
- 200 m nage libre hommes, battu par Pieter van den Hoogenband qui le porte à 1 min 42 s 46
- 200 m nage libre femmes, battu par Martina Moravcová qui le porte à 1 min 54 s 74
- 50 m dos femmes, battu par Ilona Hlaváčková qui le porte à  27 s 06
- 100 m dos femmes, battu par Ilona Hlaváčková qui le porte à 57 s 75
- 200 m brasse femmes, battu par Anne Poleska qui le porte à 2 min 21 s 93
- 400 m quatre nages femmes, battu par Nicole Hetzer qui le porte à 4 min 29 s 46
- 4 × 50 m nage libre hommes, battu par le relais ukrainien qui le porte à 1 min 26 s 09

## Tableau des médailles
| Rang | Nation      | Or | Argent | Bronze | Total |
| ---- | ----------- | -- | ------ | ------ | ----- |
| 1    | Allemagne   | 8  | 8      | 5      | 21    |
| 2    | Suède       | 7  | 4      | 6      | 17    |
| 3    | Ukraine     | 4  | 4      | 0      | 8     |
| 4    | Pays-Bas    | 3  | 3      | 2      | 8     |
| 5    | Slovénie    | 3  | 2      | 3      | 8     |
| 6    | Slovaquie   | 3  | 1      | 0      | 4     |
| 7    | Royaume-Uni | 2  | 6      | 5      | 13    |
| 8    | Tchéquie    | 2  | 1      | 2      | 5     |
| 9    | Italie      | 2  | 0      | 1      | 3     |
| 10   | Autriche    | 1  | 2      | 1      | 4     |
| 11   | Croatie     | 1  | 1      | 1      | 3     |
| 12   | Pologne     | 1  | 0      | 0      | 1     |
| –    | Suisse      | 1  | 0      | 0      | 1     |
| 14   | Finlande    | 0  | 2      | 3      | 5     |
| 15   | Russie      | 0  | 1      | 5      | 6     |
| 16   | France      | 0  | 1      | 3      | 4     |
| 17   | Danemark    | 0  | 1      | 2      | 3     |
| 18   | Israël      | 0  | 1      | 0      | 1     |
|      | TOTAL       | 38 | 38     | 39     | 115   |

## Résultats

### 50 m nage libre
| Rang               | Athlète                   | Pays     | Temps   |
| ------------------ | ------------------------- | -------- | ------- |
| Médaille d'or      | Stefan Nystrand           | Suède    | 21 s 15 |
| Médaille d'argent  | Olexandr Volynets         | Ukraine  | 21 s 60 |
| Médaille de bronze | Pieter van den Hoogenband | Pays-Bas | 21 s 65 |

| Rang               | Athlète           | Pays     | Temps   |
| ------------------ | ----------------- | -------- | ------- |
| Médaille d'or      | Inge de Bruijn    | Pays-Bas | 23 s 89 |
| Médaille d'argent  | Therese Alshammar | Suède    | 24 s 09 |
| Médaille de bronze | Johanna Sjöberg   | Suède    | 24 s 61 |

### 100 m nage libre
| Rang               | Athlète                   | Pays     | Temps   |
| ------------------ | ------------------------- | -------- | ------- |
| Médaille d'or      | Stefan Nystrand           | Suède    | 47 s 15 |
| Médaille d'argent  | Pieter van den Hoogenband | Pays-Bas | 47 s 42 |
| Médaille de bronze | Romain Barnier            | France   | 47 s 53 |
| Médaille de bronze | Duje Draganja             | Croatie  | 47 s 53 |

| Rang               | Athlète           | Pays      | Temps   |
| ------------------ | ----------------- | --------- | ------- |
| Médaille d'or      | Inge de Bruijn    | Pays-Bas  | 52 s 65 |
| Médaille d'argent  | Martina Moravcová | Slovaquie | 52 s 97 |
| Médaille de bronze | Johanna Sjöberg   | Suède     | 53 s 01 |

### 200 m nage libre
| Rang               | Athlète                   | Pays      | Temps         |
| ------------------ | ------------------------- | --------- | ------------- |
| Médaille d'or      | Pieter van den Hoogenband | Pays-Bas  | 1 min 42 s 46 |
| Médaille d'argent  | Květoslav Svoboda         | Tchéquie  | 1 min 44 s 78 |
| Médaille de bronze | Stefan Herbst             | Allemagne | 1 min 45 s 32 |

| Rang               | Athlète           | Pays      | Temps         |
| ------------------ | ----------------- | --------- | ------------- |
| Médaille d'or      | Martina Moravcová | Slovaquie | 1 min 54 s 74 |
| Médaille d'argent  | Solenne Figuès    | France    | 1 min 55 s 83 |
| Médaille de bronze | Alessa Ries       | Allemagne | 1 min 57 s 34 |

### 400 m nage libre
| Rang               | Athlète            | Pays      | Temps         |
| ------------------ | ------------------ | --------- | ------------- |
| Médaille d'or      | Emiliano Brembilla | Italie    | 3 min 41 s 27 |
| Médaille d'argent  | Jörg Hoffmann      | Allemagne | 3 min 42 s 09 |
| Médaille de bronze | Jacob Carstensen   | Danemark  | 3 min 42 s 28 |

| Rang               | Athlète          | Pays     | Temps         |
| ------------------ | ---------------- | -------- | ------------- |
| Médaille d'or      | Anja Čarman      | Slovénie | 4 min 02 s 72 |
| Médaille d'argent  | Yana Klochkova   | Ukraine  | 4 min 02 s 79 |
| Médaille de bronze | Irina Oufimtseva | Russie   | 4 min 05 s 68 |

### 800 m nage libre
| Rang               | Athlète          | Pays     | Temps         |
| ------------------ | ---------------- | -------- | ------------- |
| Médaille d'or      | Flavia Rigamonti | Suisse   | 8 min 17 s 20 |
| Médaille d'argent  | Anja Čarman      | Slovénie | 8 min 20 s 31 |
| Médaille de bronze | Irina Oufimtseva | Russie   | 8 min 23 s 28 |

### 1 500m nage libre
| Rang               | Athlète            | Pays      | Temps          |
| ------------------ | ------------------ | --------- | -------------- |
| Médaille d'or      | Jörg Hoffmann      | Allemagne | 14 min 41 s 20 |
| Médaille d'argent  | Alexei Filipets    | Russie    | 14 min 41 s 98 |
| Médaille de bronze | Nicolas Rostoucher | France    | 14 min 47 s 47 |

### 50 m dos
| Rang               | Athlète       | Pays      | Temps   |
| ------------------ | ------------- | --------- | ------- |
| Médaille d'or      | Stev Theloke  | Allemagne | 23 s 97 |
| Médaille d'argent  | Ante Mašković | Croatie   | 24 s 53 |
| Médaille de bronze | Peter Mankoč  | Slovénie  | 24 s 54 |

| Rang               | Athlète          | Pays      | Temps   |
| ------------------ | ---------------- | --------- | ------- |
| Médaille d'or      | Ilona Hlaváčková | Tchéquie  | 27 s 06 |
| Médaille d'argent  | Anu Koivisto     | Finlande  | 27 s 75 |
| Médaille de bronze | Janine Pietsch   | Allemagne | 27 s 79 |

### 100 m dos
| Rang               | Athlète         | Pays        | Temps   |
| ------------------ | --------------- | ----------- | ------- |
| Médaille d'or      | Thomas Rupprath | Allemagne   | 50 s 99 |
| Médaille d'argent  | Stev Theloke    | Allemagne   | 51 s 92 |
| Médaille de bronze | Gregor Tait     | Royaume-Uni | 52 s 90 |

| Rang               | Athlète          | Pays        | Temps   |
| ------------------ | ---------------- | ----------- | ------- |
| Médaille d'or      | Ilona Hlaváčková | Tchéquie    | 57 s 75 |
| Médaille d'argent  | Sarah Price      | Royaume-Uni | 59 s 46 |
| Médaille de bronze | Janine Pietsch   | Allemagne   | 59 s 79 |

### 200 m dos
| Rang               | Athlète       | Pays    | Temps         |
| ------------------ | ------------- | ------- | ------------- |
| Médaille d'or      | Gordan Kožulj | Croatie | 1 min 53 s 37 |
| Médaille d'argent  | Yoab Gath     | Israël  | 1 min 54 s 15 |
| Médaille de bronze | Simon Dufour  | France  | 1 min 54 s 21 |

| Rang               | Athlète       | Pays        | Temps         |
| ------------------ | ------------- | ----------- | ------------- |
| Médaille d'or      | Sarah Price   | Royaume-Uni | 2 min 04 s 59 |
| Médaille d'argent  | Nicole Hetzer | Allemagne   | 2 min 06 s 65 |
| Médaille de bronze | Anu Koivisto  | Finlande    | 2 min 07 s 10 |

### 50 m brasse
| Rang               | Athlète       | Pays        | Temps   |
| ------------------ | ------------- | ----------- | ------- |
| Médaille d'or      | Oleg Lisogor  | Ukraine     | 26 s 71 |
| Médaille d'argent  | Mark Warnecke | Allemagne   | 26 s 75 |
| Médaille de bronze | Darren Mew    | Royaume-Uni | 26 s 85 |

| Rang               | Athlète        | Pays      | Temps   |
| ------------------ | -------------- | --------- | ------- |
| Médaille d'or      | Emma Igelström | Suède     | 30 s 56 |
| Médaille d'argent  | Janne Schäfer  | Allemagne | 30 s 92 |
| Médaille de bronze | Vera Lischka   | Autriche  | 31 s 37 |

### 100 m brasse
| Rang               | Athlète      | Pays        | Temps   |
| ------------------ | ------------ | ----------- | ------- |
| Médaille d'or      | Oleg Lisogor | Ukraine     | 59 s 02 |
| Médaille d'argent  | James Gibson | Royaume-Uni | 59 s 23 |
| Médaille de bronze | Daniel Malek | Tchéquie    | 59 s 51 |

| Rang               | Athlète      | Pays        | Temps         |
| ------------------ | ------------ | ----------- | ------------- |
| Médaille d'or      | Anne Poleska | Allemagne   | 1 min 07 s 25 |
| Médaille d'argent  | Mirna Jukić  | Autriche    | 1 min 07 s 59 |
| Médaille de bronze | Heidi Earp   | Royaume-Uni | 1 min 08 s 25 |

### 200 m brasse
| Rang               | Athlète           | Pays        | Temps         |
| ------------------ | ----------------- | ----------- | ------------- |
| Médaille d'or      | Maxim Podoprigora | Autriche    | 2 min 07 s 79 |
| Médaille d'argent  | Ian Edmond        | Royaume-Uni | 2 min 08 s 03 |
| Médaille de bronze | Daniel Malek      | Tchéquie    | 2 min 09 s 07 |

| Rang               | Athlète        | Pays      | Temps         |
| ------------------ | -------------- | --------- | ------------- |
| Médaille d'or      | Anne Poleska   | Allemagne | 2 min 21 s 93 |
| Médaille d'argent  | Mirna Jukić    | Autriche  | 2 min 22 s 26 |
| Médaille de bronze | Emma Igelström | Suède     | 2 min 23 s 36 |

### 50 m papillon
| Rang               | Athlète        | Pays        | Temps   |
| ------------------ | -------------- | ----------- | ------- |
| Médaille d'or      | Lars Frölander | Suède       | 23 s 07 |
| Médaille d'argent  | Mark Foster    | Royaume-Uni | 23 s 11 |
| Médaille de bronze | Tero Välimaa   | Finlande    | 23 s 59 |

| Rang               | Athlète               | Pays   | Temps   |
| ------------------ | --------------------- | ------ | ------- |
| Médaille d'or      | Therese Alshammar     | Suède  | 25 s 73 |
| Médaille d'argent  | Anna-Karin Kammerling | Suède  | 25 s 78 |
| Médaille de bronze | Natalia Soutiaguina   | Russie | 27 s 25 |

### 100 m papillon
| Rang               | Athlète         | Pays        | Temps   |
| ------------------ | --------------- | ----------- | ------- |
| Médaille d'or      | Thomas Rupprath | Allemagne   | 50 s 26 |
| Médaille d'argent  | Lars Frölander  | Suède       | 50 s 58 |
| Médaille de bronze | James Hickman   | Royaume-Uni | 51 s 32 |

| Rang               | Athlète               | Pays      | Temps   |
| ------------------ | --------------------- | --------- | ------- |
| Médaille d'or      | Martina Moravcová     | Slovaquie | 57 s 20 |
| Médaille d'argent  | Johanna Sjöberg       | Suède     | 57 s 79 |
| Médaille de bronze | Anna-Karin Kammerling | Suède     | 57 s 98 |

### 200 m papillon
| Rang               | Athlète          | Pays        | Temps         |
| ------------------ | ---------------- | ----------- | ------------- |
| Médaille d'or      | James Hickman    | Royaume-Uni | 1 min 52 s 93 |
| Médaille d'argent  | Denys Sylantyev  | Ukraine     | 1 min 53 s 34 |
| Médaille de bronze | Anatoly Polyakov | Russie      | 1 min 53 s 54 |

| Rang               | Athlète            | Pays        | Temps         |
| ------------------ | ------------------ | ----------- | ------------- |
| Médaille d'or      | Otylia Jędrzejczak | Pologne     | 2 min 07 s 95 |
| Médaille d'argent  | Mette Jacobsen     | Danemark    | 2 min 08 s 13 |
| Médaille de bronze | Georgina Lee       | Royaume-Uni | 2 min 08 s 14 |

### 100 m quatre nages
| Rang               | Athlète       | Pays      | Temps   |
| ------------------ | ------------- | --------- | ------- |
| Médaille d'or      | Peter Mankoč  | Slovénie  | 52 s 94 |
| Médaille d'argent  | Jens Kruppa   | Allemagne | 54 s 10 |
| Médaille de bronze | Javi Sievinem | Finlande  | 54 s 17 |

| Rang               | Athlète           | Pays      | Temps         |
| ------------------ | ----------------- | --------- | ------------- |
| Médaille d'or      | Martina Moravcová | Slovaquie | 1 min 00 s 16 |
| Médaille d'argent  | Alenka Kejžar     | Slovénie  | 1 min 00 s 90 |
| Médaille de bronze | Oxana Verevka     | Russie    | 1 min 01 s 92 |

### 200 m quatre nages
| Rang               | Athlète           | Pays     | Temps         |
| ------------------ | ----------------- | -------- | ------------- |
| Médaille d'or      | Peter Mankoč      | Slovénie | 1 min 56 s 18 |
| Médaille d'argent  | Jani Sievinen     | Finlande | 1 min 56 s 60 |
| Médaille de bronze | Alessio Boggiatto | Italie   | 1 min 57 s 52 |

| Rang               | Athlète        | Pays      | Temps         |
| ------------------ | -------------- | --------- | ------------- |
| Médaille d'or      | Yana Klochkova | Ukraine   | 2 min 09 s 52 |
| Médaille d'argent  | Nicole Hetzer  | Allemagne | 2 min 09 s 70 |
| Médaille de bronze | Alenka Kejžar  | Slovénie  | 2 min 10 s 82 |

### 400 m quatre nages
| Rang               | Athlète           | Pays        | Temps         |
| ------------------ | ----------------- | ----------- | ------------- |
| Médaille d'or      | Alessio Boggiatto | Italie      | 4 min 06 s 99 |
| Médaille d'argent  | Robin Francis     | Royaume-Uni | 4 min 08 s 49 |
| Médaille de bronze | Jacob Carstensen  | Danemark    | 4 min 08 s 58 |

| Rang               | Athlète        | Pays      | Temps         |
| ------------------ | -------------- | --------- | ------------- |
| Médaille d'or      | Nicole Hetzer  | Allemagne | 4 min 29 s 46 |
| Médaille d'argent  | Yana Klochkova | Ukraine   | 4 min 31 s 31 |
| Médaille de bronze | Alenka Kejžar  | Slovénie  | 4 min 33 s 46 |

### 4 × 50 m nage libre
| Rang               | Athlète                                                            | Pays     | Temps         |
| ------------------ | ------------------------------------------------------------------ | -------- | ------------- |
| Médaille d'or      | Denys Sylantyev Olexandr Volynets Oleg Lisogor Vyacheslav Shyrshov | Ukraine  | 1 min 26 s 09 |
| Médaille d'argent  | Johan Kenkhuis Gijs Damen Ewout Holst Pieter van den Hoogenband    | Pays-Bas | 1 min 26 s 32 |
| Médaille de bronze | Erik Dorch Stefan Nystrand Lars Frölander Jonas Tilly              | Suède    | 1 min 26 s 77 |

| Rang               | Athlète                                                                   | Pays      | Temps         |
| ------------------ | ------------------------------------------------------------------------- | --------- | ------------- |
| Médaille d'or      | Cathrine Carlsson Johanna Sjöberg Therese Alshammar Anna-Karin Kammerling | Suède     | 1 min 38 s 29 |
| Médaille d'argent  | Suze Valen Hinkelien Schreuder Annabel Kosten Inge de Bruijn              | Pays-Bas  | 1 min 39 s 02 |
| Médaille de bronze | Petra Dallmann Ann-Christiane Langmaack Katrin Meissner Janine Pietsch    | Allemagne | 1 min 39 s 60 |

### 4 × 50 m quatre nages
| Rang               | Athlète                                                       | Pays        | Temps         |
| ------------------ | ------------------------------------------------------------- | ----------- | ------------- |
| Médaille d'or      | Stev Theloke Mark Warnecke Thomas Rupprath Carsten Dehmlow    | Allemagne   | 1 min 34 s 78 |
| Médaille d'argent  | Gregor Tait James Gibson James Hickman Mark Foster            | Royaume-Uni | 1 min 35 s 19 |
| Médaille de bronze | Jens Petterson Patrik Isaksson Lars Frölander Stefan Nystrand | Suède       | 1 min 35 s 68 |

| Rang               | Athlète                                                                | Pays      | Temps         |
| ------------------ | ---------------------------------------------------------------------- | --------- | ------------- |
| Médaille d'or      | Therese Alshammar Emma Igelström Anna-Karin Kammerling Johanna Sjöberg | Suède     | 1 min 48 s 32 |
| Médaille d'argent  | Janine Pietsch Janne Schäfer Catherine Friedrich Katrin Meissner       | Allemagne | 1 min 49 s 92 |
| Médaille de bronze | Suze Valen Madelon Baans Inge de Bruijn Annabel Kosten                 | Pays-Bas  | 1 min 50 s 00 |